# 山本光将
山本 光将（やまもと みつのぶ、1984年8月30日 - ）は、熊本県菊池市出身の元プロ野球選手（外野手）。

## 来歴・人物
熊本工高時代に通算61本塁打を記録し、「九州のカブレラ」と呼ばれる。
2002年のドラフト5位で読売ジャイアンツに入団。入団時の背番号61は、熊本工高時代の通算本塁打が61本であることと、熊本工から61人目のプロ野球選手であることから付けられた。
しかし、入団4年間で一度も一軍に出場がなく、2007年は支配下登録から外れ、育成選手としての登録となった（イースタン・リーグ チャレンジ・マッチに出場することが多かった）。
2007年も育成選手として契約、3班制を敷いた春季キャンプではB班に属したが、紅白戦では無安打に終わっている。同年、戦力外通告を受け退団。その後12球団合同トライアウトに参加。複数球団が興味を示しているとの報道もあったが、実際に戦力として獲得する球団は現れず現役を引退。
2009年4月に開校するジャイアンツアカデミーのフランチャイズスクール「ジャイアンツメソッド宮崎ベースボールスクール」（現：九州ベースボールアカデミー 宮崎校）のコーチに就任することとなった。その後、熊本校のコーチも務めた。
その後、巨人を離れ、学生野球資格回復研修を受けて、2015年3月4日に資格を回復させた。
2020年6月27日には巨人とOBスカウトとしての契約も締結。熊本エリアの有望選手の情報を巨人に提供する役割を担う。プロ球団と関わりを持つため、回復していた学生野球資格は喪失した。なお、OBスカウト契約が切れたためか、翌年の5月6日には資格が再回復している。
その後、日本野球連盟に加盟している九州工科自動車専門学校硬式野球部のコーチに就任した。
2023年12月7日、九州アジアリーグの火の国サラマンダーズに臨時打撃コーチとして入団が内定したことが発表された。

## 選手としての特徴・人物
荒削りながらも豪快なバッティングが売りで、かつては将来の4番候補として期待された選手。1年目（2003年イースタン）には103打数中44三振を喫しながらも6本塁打を記録。イースタン通算でも461打数で16本塁打を記録している。
出場機会を増やすべく、一塁手や捕手（配球が不要なワンポイント捕手）での起用もされたこともある。

## 詳細情報

### 年度別打撃成績
- 一軍公式戦出場なし

### 背番号
- 61 （2003年 - 2006年）
- 101 （2007年 - 2008年）